# Кубок Хорватії з футболу 2003—2004
Кубок Хорватії з футболу 2003—2004 — 13-й розіграш кубкового футбольного турніру в Хорватії. Титул всьоме здобуло Динамо (Загреб).

## Календар
| Раунд            | Дата                     | Матчі | Клуби   |
| ---------------- | ------------------------ | ----- | ------- |
| Попередній раунд | 3 вересня 2003           | 16    | 48 → 32 |
| 1/16 фіналу      | 17 вересня 2003          | 16    | 32 → 16 |
| 1/8 фіналу       | 29 жовтня 2003           | 8     | 16 → 8  |
| 1/4 фіналу       | 16-17/23-24 березня 2004 | 8     | 8 → 4   |
| 1/2 фіналу       | 6-7/14 квітня 2004       | 4     | 4 → 2   |
| Фінал            | 5/19 травня 2004         | 2     | 2 → 1   |

## 1/16 фіналу
| Команда 1                  | Рахунок | Команда 2             |
| -------------------------- | ------- | --------------------- |
| 17 вересня 2003            |         |                       |
| Пріморац (Біоград-на-Мору) | 0:2     | Хайдук (Спліт)        |
| Лучко                      | 0:3     | Динамо (Загреб)       |
| Віровітиця                 | 1:2     | Осієк                 |
| Валповка                   | 0:2     | Вартекс               |
| Металац (Осієк)            | 1:2 дч  | Цибалія               |
| Слога (Нова Градиська)     | 0:2     | Загреб                |
| Слобода (Вараждин)         | 2:6     | Пула 1856             |
| Вуковар'91                 | 0:1     | Славен Белупо         |
| Копривниця                 | 0:2     | Камен Інград (Велика) |
| Кроація Сесвете            | 3:0     | Поморац               |
| Нехай                      | 1:7     | Рієка                 |
| Неретва (Меткович)         | 2:1 дч  | Хрватскі Драговоляц   |
| Загорец                    | 1:0     | Шибеник               |
| Мосор                      | 1:0     | Інкер (Запрешич)      |
| Б'єловар                   | 3:1     | Беліще                |
| Сегеста                    | 1:4     | Задар                 |

## 1/8 фіналу
| Команда 1             | Рахунок | Команда 2          |
| --------------------- | ------- | ------------------ |
| 29 жовтня 2003        |         |                    |
| Хайдук (Спліт)        | 3:1     | Задар              |
| Б'єловар              | 1:4     | Динамо (Загреб)    |
| Осієк                 | 3:2     | Мосор              |
| Загорец               | 0:3     | Вартекс            |
| Цибалія               | 4:3 дч  | Неретва (Меткович) |
| Рієка                 | 3:0     | Загреб             |
| Кроація Сесвете       | 2:4     | Пула 1856          |
| Камен Інград (Велика) | 2:0     | Славен Белупо      |

## 1/4 фіналу
| Команда 1             | Заг. | Команда 2       | 1-й матч | 2-й матч |
| --------------------- | ---- | --------------- | -------- | -------- |
| 16/24 березня 2004    |      |                 |          |          |
| Камен Інград (Велика) | 2:5  | Рієка           | 2:3      | 0:2      |
| 17/23 березня 2004    |      |                 |          |          |
| Цибалія               | 1:0  | Хайдук (Спліт)  | 0:0      | 1:0      |
| 17/24 березня 2004    |      |                 |          |          |
| Осієк                 | 1:5  | Динамо (Загреб) | 0:2      | 1:3      |
| Пула 1856             | 2:5  | Вартекс         | 2:0      | 0:5      |

## 1/2 фіналу
| Команда 1        | Заг. | Команда 2 | 1-й матч | 2-й матч |
| ---------------- | ---- | --------- | -------- | -------- |
| 6/14 квітня 2004 |      |           |          |          |
| Пула 1856        | 2:8  | Вартекс   | 1:3      | 1:5      |
| 7/14 квітня 2004 |      |           |          |          |
| Динамо (Загреб)  | 4:3  | Рієка     | 4:2      | 0:1      |

## Фінал
| Команда 1        | Заг.    | Команда 2       | 1-й матч | 2-й матч |
| ---------------- | ------- | --------------- | -------- | -------- |
| 5/19 травня 2004 |         |                 |          |          |
| Вартекс          | 1:1 (ч) | Динамо (Загреб) | 1:1      | 0:0      |

### Перший матч
| 5 травня 2004 |

| Вартекс    | 1:1      | Динамо (Загреб) |
| ---------- | -------- | --------------- |
| Кастел 86' | Протокол | Седлоський 33'  |

| Стадіон НК Вартекс, Вараждин Глядачів: 5 000 Арбітр: Драженко Ковачич |

### Другий матч
| 19 травня 2004 |

| Динамо (Загреб) | 0:0      | Вартекс |
| --------------- | -------- | ------- |
|                 | Протокол |         |

| «Максимир», Загреб Глядачів: 8 000 Арбітр: Едо Тривкович |